# As Safe as Yesterday Is
As Safe as Yesterday Is es el álbum debut de la banda británica de rock Humble Pie, editado en el Reino Unido en agosto de 1969. Se posicionó en el puesto número 16 de la lista británica de álbumes.
En este álbum aparecen tanto  Steve Marriott (ex-Small Faces) como Peter Frampton (ex-The Herd). Humble Pie fueron etiquetados rápidamente como un supergrupo incluso antes de haber hecho absolutamente nada.

## Historia
As Safe as Yesterday Is es una mezcla de blues, hard rock, folk pastoral y música pop post-mod. Marriott contribuyó componiendo seis de las canciones del disco, una de ellas junto a Frampton, quien también aportó dos canciones más. El álbum comienza con una versión de la canción "Desperation" de Steppenwolf. La pista "Growing Closer" fue escrita por el ex-teclista de Small Faces Ian McLagan quien comenzó ensayando con Humble Pie, antes de decidir montar junto a Rod Stewart, Ron Wood, Kenney Jones y Ronnie Lane la banda The Faces.
Al crítico de rock estadounidense Mike Saunders se le atribuye una de las primeras menciones del término "heavy metal" en una reseña de este disco escrita en 1970 para la revista Rolling Stone.

## Lista de canciones
1. "Desperation" (John Kay)  – 6:28
2. "Stick Shift" (Frampton)  – 2:22
3. "Buttermilk Boy" (Marriott)  – 4:22
4. "Growing Closer" (Ian McLagan)  – 3:13
5. "As Safe as Yesterday Is" (Frampton/Marriott)  – 6:05
6. "Bang!" (Marriott)  – 3:24
7. "Alabama '69" (Marriott)  – 4:37
8. "I'll Go Alone" (Frampton)  – 6:17
9. "A Nifty Little Number Like You" (Marriott)  – 6:11
10. "What You Will" (Marriott)  – 4:20

## Personal
- Steve Marriott - voz, guitarra, slide guitar, guitarra acústica, armónica, órgano, tablas, piano
- Peter Frampton - voz, guitarra, slide guitar, órgano, tablas, piano
- Greg Ridley - bajo, voz, efectos, percusión
- Jerry Shirley - batería, percusión, tablas, clavecín, piano

- Lyn Dobson - flauta, sitar

- Andy Johns - productor
- Arreglos : Humble Pie